# Jan Šisler
Jan Šisler (Pavlovice, 24 aprile 1988) è un calciatore ceco, centrocampista dell'Fotbalový klub Mladá Boleslav.

## Caratteristiche tecniche
Interno di centrocampo, può giocare anche nel ruolo di mediano o scalare a centrale di difesa.